# John Lightfoot

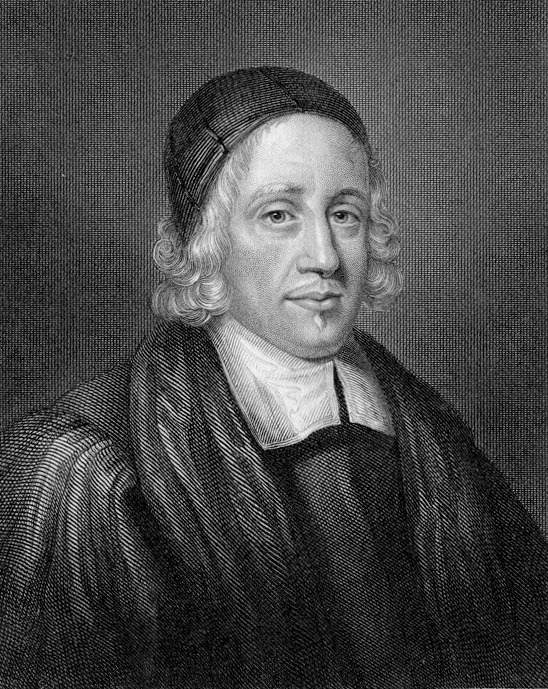
John Lightfoot.

John Lightfoot (Stoke-on-Trent, 29 de marzo de 1602 - Ely, 6 de diciembre de 1675) fue un eclesiástico inglés, erudito rabínico, vicerrector de la Universidad de Cambridge y director del Saint Catharine's College de Cambridge.

## Vida
Nació en Stoke-on-Trent, hijo de Thomas Lightfoot, vicario de Uttoxeter, en Staffordshire. Fue educado en Morton Green, cerca de Congleton, Cheshire, y en el Christ's College de Cambridge, donde fue considerado el mejor orador entre los estudiantes de pregrado. Después de titularse se convirtió en asistente del director en Repton, en Derbyshire. Después de ordenarse, fue nombrado cura de Norton-under-Hales en Shropshire. Allí atrajo la atención de Rowland Cotton, un aficionado hebraísta, que le convirtió en su capellán en Bellaport. Poco después de que Rowland se mudara a Londres, Lightfoot, que no abrigaba intención de irse, aceptó un cargo en Stone, en Staffordshire, donde continuó durante cerca de dos años. De Stone se trasladó a Hornsey, cerca de Londres, donde tuvo acceso a la biblioteca del Sion College.
En septiembre de 1630, fue presentado por Cotton a la rectoría de Ashley en Staffordshire, donde permaneció hasta junio de 1642. Luego se trasladó a Londres, probablemente para supervisar la publicación de su obra A Few and New Observations upon the Book of Genesis: the most of them certain; the rest, probable; all, harmless, strange and rarely heard of before. Poco después de su llegada a Londres fue nombrado ministro de la iglesia de San Bartolomé, cerca de la Bolsa.
Lightfoot fue uno de los miembros originales de la Asamblea de Westminster, y su Journal of the Proceedings of the Assembly of Divines from January 1, 1643 to December 31, 1644 es una valiosa fuente histórica para el breve período al que está referido. 
Fue nombrado director del Catharine Hall (rebautizado como Saint Catharine's College) por los parlamentarios de Cambridge en 1643, y también, por recomendación de la Asamblea, fue promovido a la rectoría de la Universidad de Cambridge en 1645. Mantuvo ambos cargos hasta su muerte.
En 1668, mientras viajaba de Cambridge a Ely, donde había sido convocado por Orlando Bridgeman para ocupar un puesto de prebendado, cogió un fuerte resfriado, muriendo poco después en Ely.
Lightfoot legó su biblioteca de libros del Antiguo Testamento y todo su material documental a la Universidad de Harvard. Más tarde sería destruida en el gran incendio de 1764.